# Castelo de Drulingen

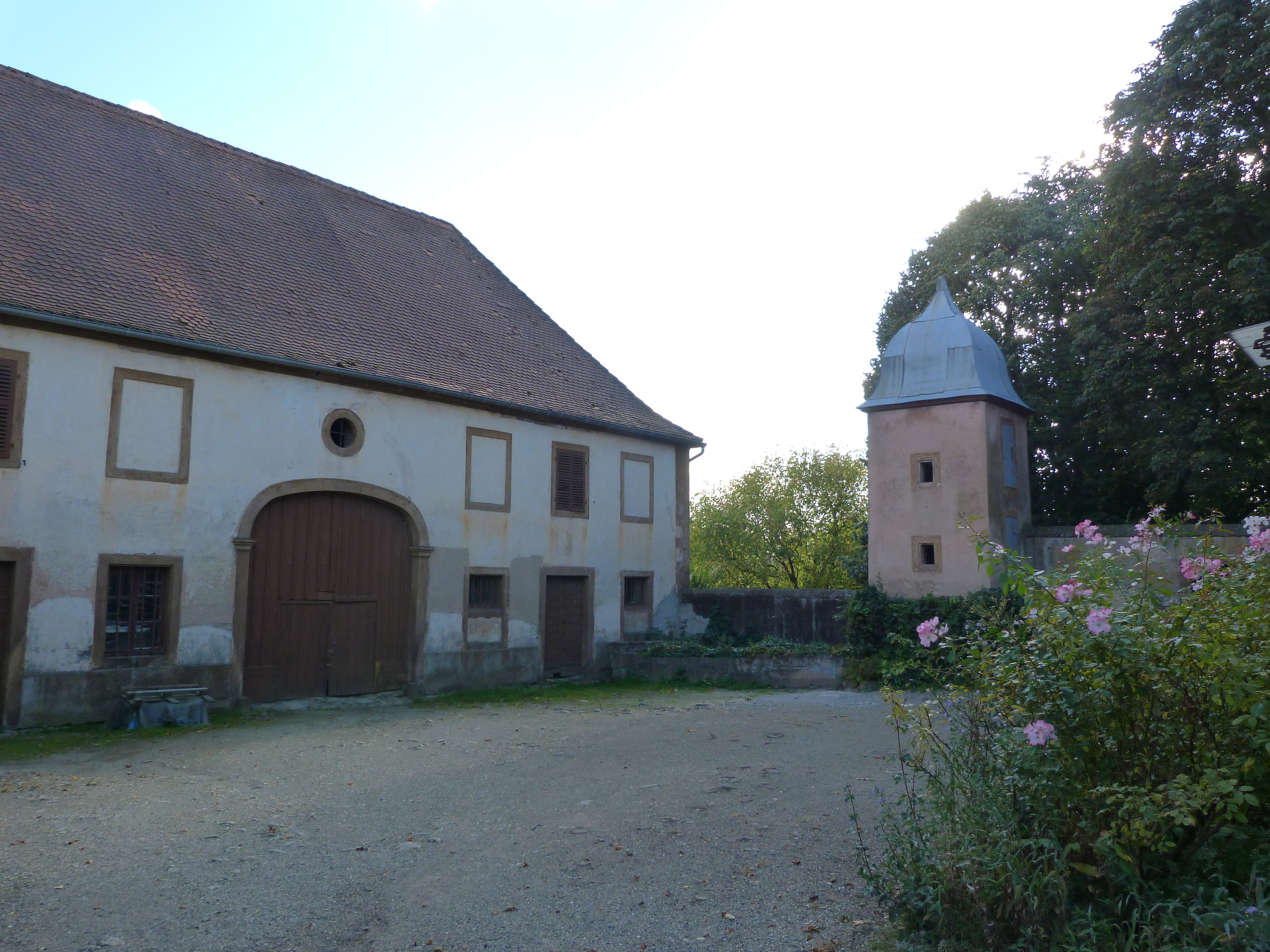
Château de Drulingen

Château de Drulingen é um château em Drulingen, Bas-Rhin, Alsace, na França. O edifício foi construído em 1816 por Jean Schmidt (1775-1844) após o seu retorno das guerras napoleônicas. Tornou-se um monumento histórico em 16 de julho de 1987.